# Phil Hubbard
Philip «Phil» Gregory Hubbard (Canton, Ohio, 13 de diciembre de 1956) es un entrenador y exjugador de baloncesto estadounidense que disputó diez temporadas en la NBA. Con 2,00 metros de altura, lo hacía en la posición de ala-pívot. 

## Trayectoria deportiva

### Universidad
Jugó tres temporadas con los Wolverines de la Universidad de Míchigan, en las que promedió 16,5 puntos y 11,0 rebotes por partido, perdiéndose un año entero debido a una lesión en la rodilla. Llevó a su equipo a disputar la final de la NCAA en 1976, siendo en la actualidad uno de los cuatro únicos jugadores de los Wolverines que tiene retirada su camiseta. En 1977 fue incluido en el tercer equipo All-American.

### Selección nacional
Fue convocado con la selección de baloncesto de Estados Unidos para disputar los Juegos Olímpicos de Montreal 1976. Allí jugó en seis partidos, en los que promedió 4,7 puntos y 3,8 rebotes por partido, logrando su mejor actuación en la final ante Yugoslavia, en la que logró 10 puntos y 7 rebotes.

### Profesional
Fue elegido en la decimoquinta posición del Draft de la NBA de 1979 por Detroit Pistons, donde en su segunda temporada consiguió la titularidad, promediando ese año 14,5 puntos y 7,3 rebotes por partido.
Mediada la temporada 1981-82 fue traspasado junto con Paul Mokeski y dos futuras rondas del draft a Cleveland Cavaliers, a cambio de Bill Laimbeer y Kenny Carr. Allí destacó como un gran reboteador ofensivo. su campaña más destacada fue la de 1984-85, en la que promedió 15,8 puntos y 7,8 rebotes, siendo el segundo mejor anotador del equipo tras World B. Free.
Se retiró con 32 años, al finalizar la temporada 1988-89. en el total de su carrera promedió 10,9 puntos y 5,3 rebotes por noche.

### Entrenador
Comenzó su carrera de entrenador como asistente en los Atlanta Hawks en 1997 donde permaneció tres temporadas. De ahí pasó a Golden State Warriors, y desde 2003 es uno de los asistentes de Flip Saunders en el banquillo de los Washington Wizards. En 2012, firmó como entrenador con los Cañeros del Este donde fue elegido entrenador del año y dirigió al equipo al campeonato nacional de la LNB.
[actualizar]

## Estadísticas de su carrera en la NBA

### Temporada regular
| Año     | Equipo    | PJ  | PT  | MPP  | %TC  | %3P  | %TL  | RPP | APP | ROB | TPP | PPP  |
| ------- | --------- | --- | --- | ---- | ---- | ---- | ---- | --- | --- | --- | --- | ---- |
| 1979-80 | Detroit   | 64  | —   | 18.6 | .466 | .000 | .750 | 5.0 | 1.1 | .8  | .2  | 9.1  |
| 1980-81 | Detroit   | 80  | —   | 28.6 | .492 | .333 | .690 | 7.3 | 1.9 | 1.0 | .3  | 14.5 |
| 1981-82 | Detroit   | 52  | 38  | 21.2 | .505 | .000 | .650 | 5.2 | 1.3 | .7  | .3  | 10.0 |
| 1981-82 | Cleveland | 31  | 2   | 23.7 | .467 | .000 | .726 | 6.5 | .8  | .9  | .1  | 10.4 |
| 1982-83 | Cleveland | 82  | 38  | 23.8 | .482 | .000 | .689 | 5.7 | 1.1 | 1.1 | .1  | 9.5  |
| 1983-84 | Cleveland | 80  | 6   | 22.5 | .511 | .000 | .739 | 4.8 | 1.1 | .9  | .1  | 10.8 |
| 1984-85 | Cleveland | 76  | 55  | 29.6 | .505 | .000 | .751 | 6.3 | 1.5 | 1.1 | .1  | 15.8 |
| 1985-86 | Cleveland | 23  | 21  | 27.8 | .470 | .000 | .679 | 5.2 | 1.3 | .9  | .1  | 11.4 |
| 1986-87 | Cleveland | 68  | 68  | 30.6 | .531 | .000 | .596 | 5.7 | 2.0 | 1.0 | .1  | 11.8 |
| 1987-88 | Cleveland | 78  | 59  | 20.9 | .489 | .000 | .749 | 3.6 | 1.0 | .6  | .1  | 8.4  |
| 1988-89 | Cleveland | 31  | 0   | 6.2  | .444 | —    | .680 | 1.3 | .4  | .2  | .0  | 2.4  |
| Total   | Total     | 665 | 287 | 23.9 | .495 | .038 | .706 | 5.3 | 1.3 | .9  | .1  | 10.9 |

### Playoffs
| Año   | Equipo    | PJ | PT | MPP  | %TC  | %3P   | %TL  | RPP | APP | ROB | TPP | PPP  |
| ----- | --------- | -- | -- | ---- | ---- | ----- | ---- | --- | --- | --- | --- | ---- |
| 1985  | Cleveland | 4  | 4  | 25.3 | .553 | 1.000 | .765 | 5.0 | .8  | .8  | .0  | 15.5 |
| 1988  | Cleveland | 3  | 0  | 7.0  | .167 | —     | .000 | 1.0 | .0  | .0  | .0  | .7   |
| 1989  | Cleveland | 1  | 0  | 1.0  | —    | —     | —    | .0  | .0  | .0  | .0  | .0   |
| Total | Total     | 8  | 4  | 15.4 | .490 | 1.000 | .722 | 2.9 | .4  | .4  | .0  | 8.0  |